# Christian & die sauberen Jungs
Christian & die sauberen Jungs ist ein Musikprojekt des deutschen Schlagersängers Christian König, das er gemeinsam mit dem Coesfelder Kegelclub Die sauberen Jungs 2008 ins Leben rief.

## Hintergrund
König begann Ende der 1980er Jahre eine Karriere als Schlagersänger und stand bei der Plattenfirma Bellaphon unter Vertrag. Dort entstanden Aufnahmen wie Bei uns am Ballermann oder Böse böse Mädchen.
2008 griff er eine Songidee des niederländischen Sängers Peter Steskens und des Männerchors De Laatbleujers auf. Steskens hatte gemeinsam mit dem Chor ein Medley aus bekannten Stimmungsklassikern aufgenommen. Ein Ansager gibt dabei den nächsten Song vor und der Chor folgt mit seinem Gesang. Die Aufnahme wurde in den Niederlanden ohne nennenswerte Resonanz veröffentlicht.
Die von König unter dem Titel Das Jungfrauhenchor eingespielte deutschsprachige Variante entwickelte sich im Sommer 2008 dagegen zu einem kleinen Hit. Das Schunkellied wurde anfänglich im Programm des Hörfunksenders WDR 4 eingesetzt und avancierte dort zum Favoriten der Hörer. Daraufhin nahm der Plattenkonzern EMI das Projekt unter Vertrag und brachte die Aufnahme Ende September 2008 auf den Markt. Auf Anhieb gelang der Sprung in die unteren Bereiche der deutschen Singlecharts.   